# Les Gets
Les Gets är en kommun i departementet Haute-Savoie i regionen Auvergne-Rhône-Alpes i sydöstra Frankrike. Kommunen ligger i kantonen Taninges som tillhör arrondissementet Bonneville. År 2022 hade Les Gets 1 227 invånare.

## Befolkningsutveckling
Antalet invånare i kommunen Les Gets
| Referens: INSEE |